# 여수해양경찰서

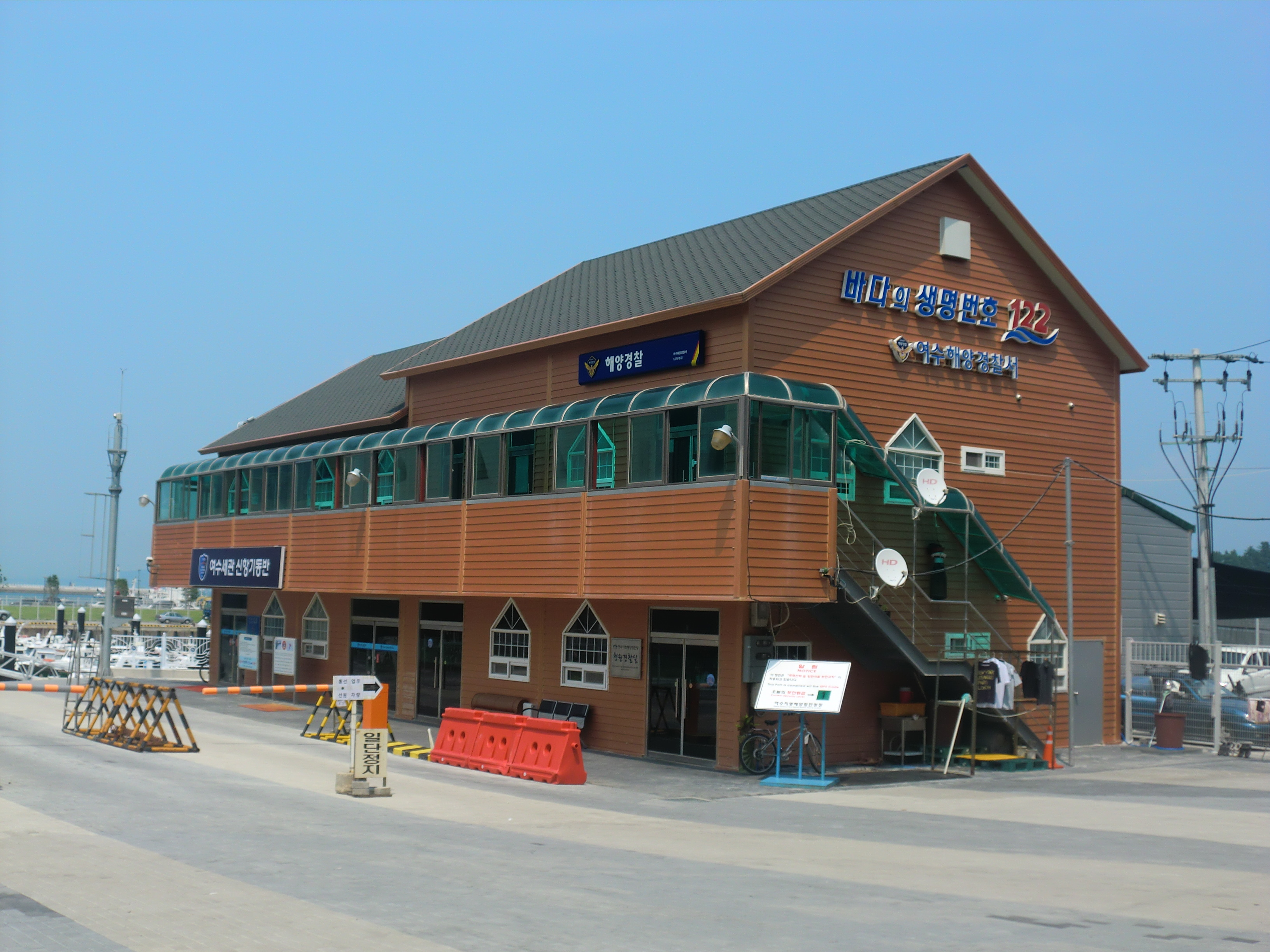
전라남도 여수시에 있는 여수해양경찰서 해양경찰구조대, 여수세관시항감시초소

여수해양경찰서(麗水海洋警備安全署, Yeosu Coast Guard)는 해상경비, 해양안전 관리, 해상치안질서 유지, 해양오염 방지 등의 업무를 수행하기 위하여 설립된 대한민국 해양경찰청 서해지방해양경찰청 소속기관으로 여수해양경찰서장은 총경(4급 상당)으로 보한다. 전라남도 여수시 문수로 111

## 해조음
| - 기획운영과 - 기획운영계 - 경리계 - 청문감사계 - 홍보 실 - 민원실 - 경비구난과 - 경비구난계 . 상황실 해경구조대 | - 해상안전과 - 안전관리계 - 해상교통계 - 수상레저계 - 장비관리과 - 정비계 - 보급계 - 정보통신계 | - 해상수사정보과 - 수사계 - 정보외사계 - 해양오염방제과 - 방제계 - 기동방제계 - 예방지도계 |

## 소속기관

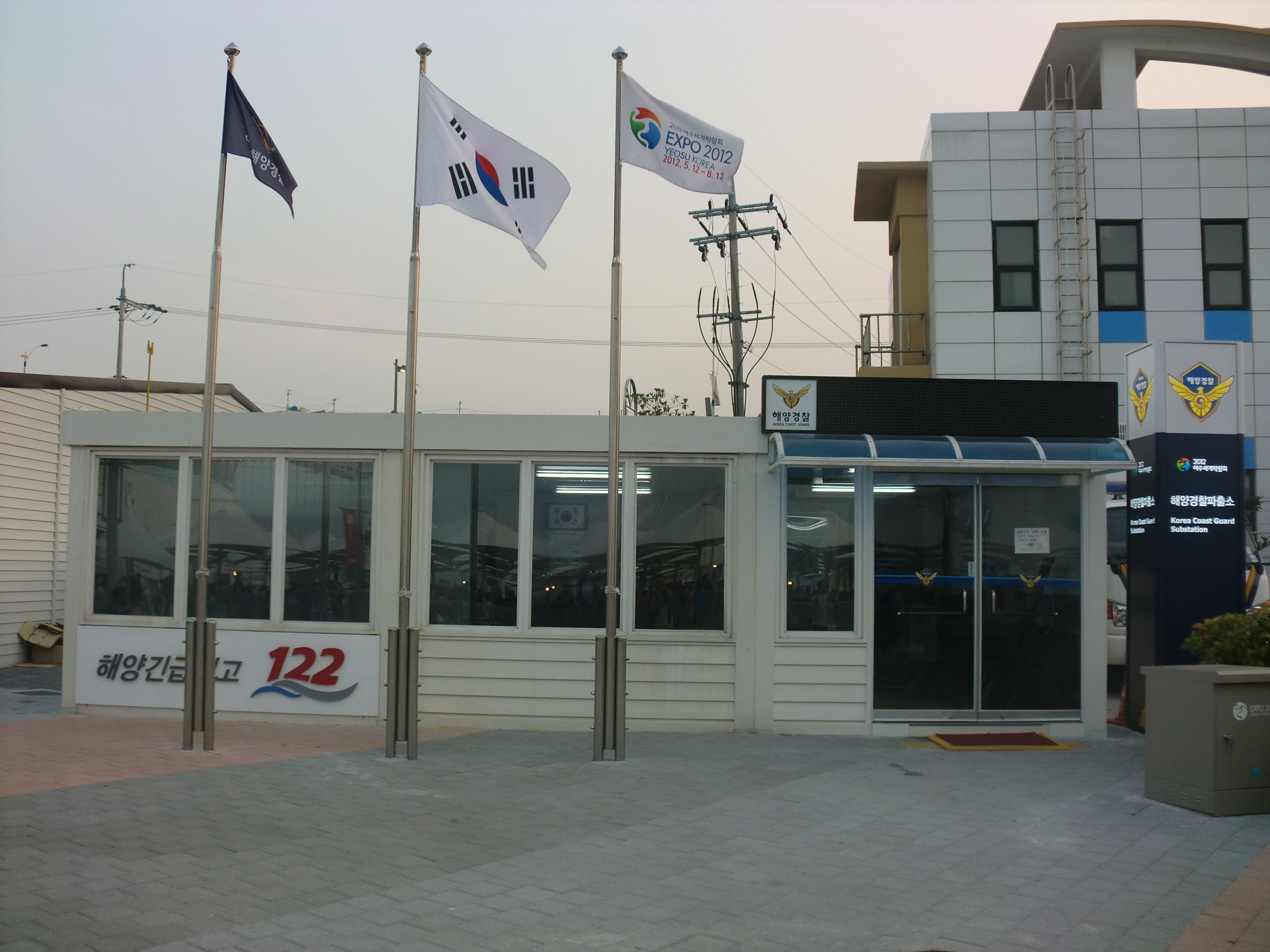
여수엑스포 당시 운영되던 해경파출소

| 명칭         | 사진 | 주소                           | 관할구역 | 출장소                                                            |
| ------------ | ---- | ------------------------------ | -------- | ----------------------------------------------------------------- |
| 광양파출소   |      | 광양시 항만9로 89              |          | 망덕출장소                                                        |
| 봉산파출소   |      | 여수시 어항단지로 116          |          | 봉산출장소 중앙출장소 국동출장소 신월출장소 소호출장소 감도출장소 |
| 돌산파출소   |      | 여수시 돌산읍 남외길 29        |          | 금천출장소 임포출장소 서고지출장소 작금출장소 우학출장소          |
| 나로도파출소 |      | 고흥군 봉래면 나로도항길 120-9 |          | 죽암출장소 독대출장소 여호출장소 덕흥출장소                       |
| 거문파출소   |      | 여수시 삼산면 거문길 116       |          | 서도출장소                                                        |
| 녹동파출소   |      | 고흥군 도양읍 비봉로 281       |          | 발포출장소 풍남출장소 용동출장소 율포출장소                       |

## 보유 함정
| - 508함 - 517함 - 516함 | - 115정 - 117정 - 131정 - P-08정 | - P-22정 - P-55정 - P-62정 - P-76정 | - P-98정 - P-103정 | - 방제15호정 - 방제26호정 - 화학방제2함 |

## 같이 보기
- 대한민국 해양경찰청
- 서해지방해양경찰청
- 여수지방해양항만청